# Byrsinus
Byrsinus is een geslacht van wantsen uit de familie graafwantsen (Cydnidae). Het geslacht werd voor het eerst wetenschappelijk beschreven door Franz Xaver Fieber in 1860.

## Soorten
Het genus bevat de volgende soorten:

- Byrsinus albipennis (A. Costa, 1853)
- Byrsinus australis Lis, 2001
- Byrsinus azrak Linnavuori, 1993
- Byrsinus balcanicus (Josifov, 1986)
- Byrsinus brevicornis Wagner, 1964
- Byrsinus comaroffii (Jakovlev, 1879)
- Byrsinus cristatus (Jeannel, 1914)
- Byrsinus discus Jakovlev, 1906
- Byrsinus flavicornis (Fabricius, 1794)
- Byrsinus fossor (Mulsant & Rey, 1866)
- Byrsinus laeviceps (Kerzhner, 1972)
- Byrsinus laticollis (Wagner, 1954)
- Byrsinus minor Wagner, 1964
- Byrsinus multitrichus Lis, 2001
- Byrsinus nigroscutellatus (Montandon, 1900)
- Byrsinus ochraceus (Distant, 1899)
- Byrsinus pallidus (Puton, 1887)
- Byrsinus pauculus (Signoret, 1882)
- Byrsinus penicillatus Wagner, 1964
- Byrsinus pevtzovi Jakovlev, 1903
- Byrsinus pilosulus (Klug, 1845)
- Byrsinus pseudosyriacus Linnavuori, 1977
- Byrsinus rugosus (Jakovlev, 1874)
- Byrsinus setosus Lis, 2001
- Byrsinus syriacus (Horváth, 1917)
- Byrsinus varians (Fabricius, 1803)